# Kula (Bačka)
Kula je grad i sjedište istoimene općine u Zapadnobačkom okrugu, u Vojvodini, Srbija. 
Gospodarski gigant čitavog kraja je šećerana u Crvenki. Po posljednjem službenom popisu stanovništva iz 2011. godine, naselje Kula imalo je 17.866 stanovnika, dok je općina imala 43.101 stanovnika. 
Mjesto Ruski Krstur centar je rusinske nacionalne zajednice u Srbiji.
Prije Drugog svjetskog rata veliki dio stanovništva općine činili su Nijemci, koji su izbjegli ili su protjerani poslije rata, a na njihova imanja naseljeni kolonisti iz gospodarski zaostalih područja, poglavito iz Crne Gore.  
Nacionalni sastav:
- Srbi - 25.152 (52,01%)
- Crnogorci - 7.902 (16,34%)
- Rusini - 5.398 (11,16%)
- Mađari - 4.082 (8,44%)
- Ukrajinci - 1.453 (3,00%)
- Hrvati - 806 (1,66%)
- Jugoslaveni - 740 (1,53%)
- Makedonci - 183 (0,37%)
- Romi - 163 (0,33%)
- Nijemci - 158 (0,32%)
- Slovaci - 106 (0,21%)
- ostali - 328 (0,67%)
- nacionalno neizjašnjeni - 1.175 (2,43%)
- regionalno izjašnjeni - 103 (0,21%)
- nepoznato - 604 (1,32%)

## Šport
- nogometni klub Hajduk

## Vanjske poveznice
- Kula-naš grad  Arhivirana inačica izvorne stranice od 28. siječnja 2007. (Wayback Machine)